# 石川城太
石川 城太（いしかわ じょうた、1960年 - ）は、日本の経済学者。専門は国際経済学、特に国際貿易論。学位は、経済学博士（ウェスタン・オンタリオ大学）。学習院大学国際社会科学部教授、一橋大学社会科学高等研究院特任教授、一橋大学名誉教授。元日本国際経済学会会長。

## 経歴
1960年に千葉県に生まれる。茨城県立水戸第一高等学校卒業。1983年に一橋大学経済学部を卒業（池間誠ゼミ）。
1985年に一橋大学大学院経済学研究科修士課程を修了し、1990年にウェスタンオンタリオ大学経済学部博士課程を修了する。その後すぐにウェスタンオンタリオ大学ポスト・ドクトラル・フェローに着任する。1991年に一橋大学経済学部に専任講師として移籍し、1998年に同助教授、2001年に同教授に昇任する。2013年から2015年まで一橋大学経済学部の学部長を務める。2020年より日本学術会議連携会員。2022年より学習院大学国際社会科学部教授、一橋大学社会科学高等研究院特任教授。2023年一橋大学名誉教授。これまでの間に、コロラド大学ボルダー校、ブリティッシュコロンビア大学、ボッコーニ大学、ハワイ大学マノア校、ニュー・サウス・ウェールズ大学、ミュンヘン大学で客員研究員・客員教授として在外研究を行っている。
1990年にT. Meritt Brown Thesis Prize、2006年に日本国際経済学会小島清賞研究奨励賞を受賞している。日本経済学会常任理事、日本国際経済学会会長も務めた。門下に大久保敏弘（慶應義塾大学）、杉田洋一（慶應義塾大学）など。

## 業績

### 単著の書籍
- Strategic Trade Policy (World Scientific Studies in International Economics)（World Scientific Publishing Company、2025年）ISBN 978-9819805914

### 共著の書籍
- （古澤泰治）『国際貿易理論の展開』（有斐閣、2005年）ISBN 978-4830945076
- （椋寛・菊地徹）『国際経済学をつかむ』（有斐閣、2007年）ISBN 978-4641177192
- （松尾剛彦・藤田昌久・溝端佐登史・服部崇）『文明と国際経済の地平』（東洋経済新報社、2019年）ISBN 978-4492961742

### 共訳
- （足立英之・小川英治・地主敏樹・中馬宏之）『マンキュー入門経済学 第3版』（東洋経済新報社、2014年）ISBN 978-4492314432
- （足立英之・小川英治・地主敏樹・中馬宏之・柳川隆）『マンキュー経済学 I ミクロ編 第4版』（東洋経済新報社、2019年）ISBN 978-4492315194
- （足立英之・小川英治・地主敏樹・中馬宏之・柳川隆）『マンキュー経済学II マクロ編 第4版』（東洋経済新報社、2019年）ISBN 978-4492315200